# Tianquiztli
Les Tianquiztli « Marché », dans la mythologie aztèque, étaient les Pléiades. À la fin de chaque cycle, une cérémonie religieuse avait lieu pour assurer le mouvement du cosmos et la renaissance du soleil. Les aztèques croyaient qu'ils pouvaient éviter que les Tzitzimime descendent à la terre et on mange aux hommes en offrant des sacrifices humains aux dieux.